# Diphtherocome bryochlora
Diphtherocome bryochlora är en fjärilsart som beskrevs av Ronkay, Hreblay och Mamoru Owada. Diphtherocome bryochlora ingår i släktet Diphtherocome och familjen nattflyn. Inga underarter finns listade i Catalogue of Life.